# آندره فلورشوتس
آندره فلورشوتس (آلمانی: André Florschütz؛ زادهٔ ۶ اوت ۱۹۷۶) لژسوار اهل آلمان است.
وی در مسابقات کشوری و بین‌المللی در مجموع برندهٔ ۷ مدال طلا، ۷ مدال نقره، ۱ مدال برنز شده‌است.